# Палац Багатель
48°52′18″ пн. ш. 2°14′50″ сх. д. / 48.871666666667° пн. ш. 2.2472222222222° сх. д.
Палац Багатель — невеликий неокласичний палац із французьким ландшафтним садом у Булонському лісі в XVI окрузі Парижа.
Палац розташовано в уславленому місці; його було побудовано у 1720 році для Луї-Шарля-Цезаря Ле Тельє, герцога д'Естре як «палац для задоволення». Спочатку це був невеликий мисливський будиночок, призначений для короткого перебування в атмосфері вечірок під час полювань у Булонському лісі. Слово багатель походить від італійського bagattella, що значить дрібниця. У 1775 році граф д'Артуа, брат Людовика XVI, придбав палац у капітана своєї гвардії П'єра де Енена, принца де Шиме.